# Vallendar
Vallendar là một đô thị thuộc huyện Mayen-Koblenz, bang Rheinland-Pfalz, nước Đức. Đô thị Vallendar có diện tích 13,22 km². Đô thị này tọa lạc ở hữu ngạn Rhine, cự ly khoảng 4 km về phía đông bắc của Koblenz. Vallendar là thủ phủ của Verbandsgemeinde ("đô thị tập thể") Vallendar.

## Đô thị kết nghĩa
- Cercy-la-Tour, Pháp
- Cranleigh, Anh quốc
- Murów, Ba Lan